# Cabale

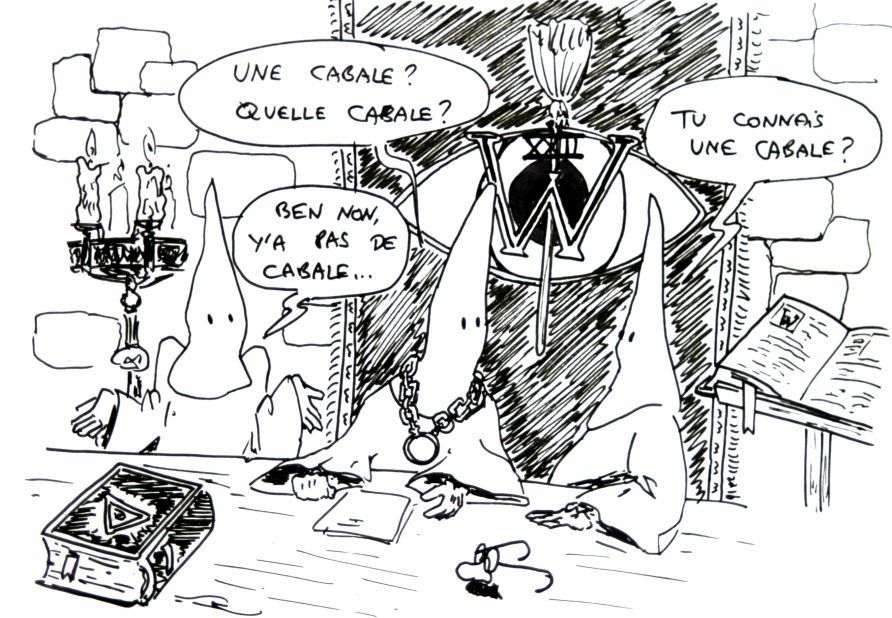
Ilustración cómica de un cabale (textos en francés).

Un cabale es una forma de complot urdido por un grupo de personas unidas en el marco de un proyecto secreto o reservado, y que tiene por objetivo conspirar para que triunfen sus opiniones y sus intereses, en el seno de un Estado o de una determinada comunidad.

## Origen del término

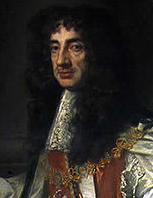
Carlos II de Inglaterra dirigió el Ministerio de la Cabale
entre 1669 y 1674.

La palabra cabale surge primero en Inglaterra, en los reinos de Jacobo I y de Carlos I, a efectos de designar una doctrina esotérica o un secreto. Este término deriva de la palabra hebrea Kabbale, que se refiere a la interpretación mística y esotérica de la Biblia hebrea.
En el siglo XVII, la palabra se difunde en los medios políticos, y particularmente en la llamada Cabale de los Importantes en Francia, y en el Ministerio de la Cabale o Ministerio del Cabale (Cabal Ministry) en Inglaterra.

## Uso del término

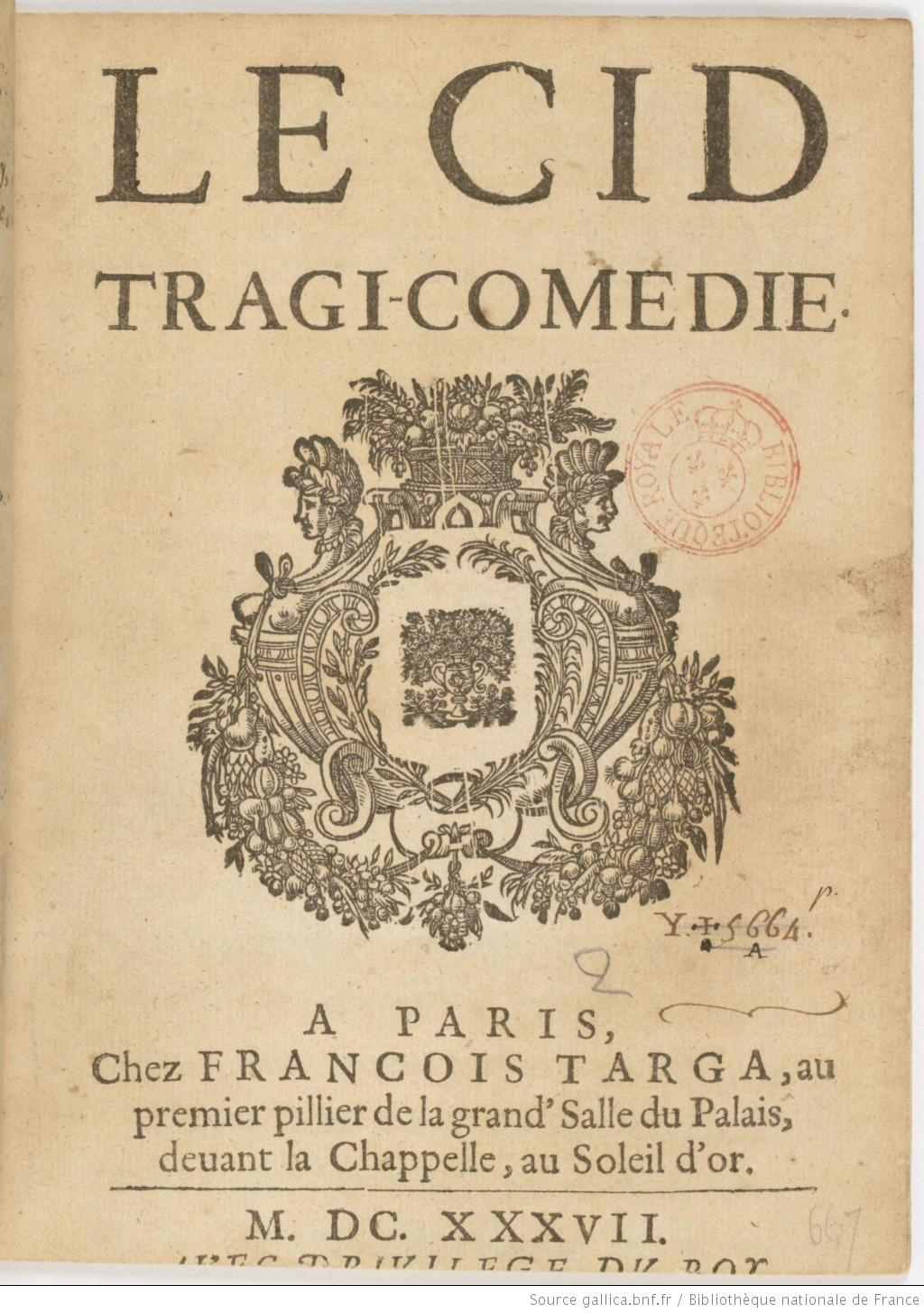
Cartel de la representación en París en 1637.

Esta expresión ha sido particularmente empleada en cuanto a la actividad teatral, para señalar un complot cuyo objetivo es hacer caer una obra, o menospreciar o ridiculizar a un actor. Pero también se la ha aplicado en un sentido bien diferente, cuando se quiere expresar que se ha aplaudido a rabiar, o cuando se quiere invitar a aplaudir mucho, o a mucho elogiar una obra o un autor.
Como un ejemplo de lo antedicho, puede señalarse a la obra El Cid de Pierre Corneille.
Llamada a dar su opinión, la Academia francesa censuró esta tragi-comedia escrita para teatro, pero el cardenal Richelieu no quedó satisfecho, porque elogios se mezclaron a las críticas al poeta.
La impotencia de este cabale, una prestigiosa institución literaria al servicio de un ministro omnipotente, no hizo otra cosa que resaltar el gran triunfo de Corneille.

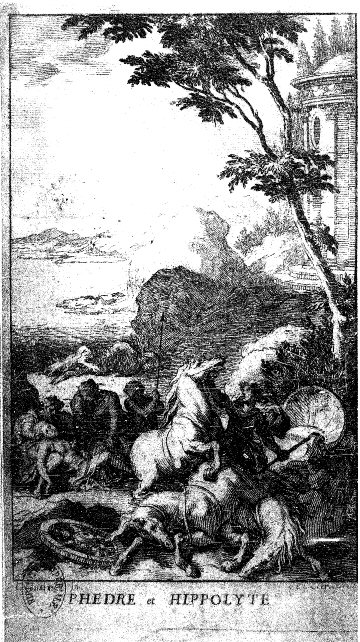
Fedra de Jean Racine, víctima de un cabale.

En vain contre le Cid un ministre se ligue,
Tout Paris pour Chimène a les yeux de Rodrigue;
L’Académie en corps a beau le censurer,
Le public révolté s’obstine à l’admirer.
Otro cabale muy famoso del siglo XVII, fue el montado contra Fedra de Jean Racine, el que tuvo por protagonistas a la duquesa de Bouillon, al duque de Nevers, y a Antoinette Des Houlières. Aún antes de conocer el avance del trabajo de Racine, los complotados presionaron a Nicolas Pradon a por su parte desarrollarlo. Y Pradon hizo Phèdre et Hippolyte en tres meses, y las dos obras se presentaron sólo con dos días de diferencia, el 1 y el 3 de enero de 1677, una en el teatro del Hôtel de Bourgogne, y la otra en el teatro de la calle Guénégaud. Y la duquesa de Bouillon compró las plazas de las seis primeras representaciones en los dos teatros, pero dejó casi vacías las funciones del Hôtel de Bourgogne, para hacer creer el fracaso de Phèdre de Racine, mientras que todo el cabale llenaba la sala Guénégaud con aplausos. Al inicio engañado por esta maniobra, el público sin embargo no tardó en asignar a las dos piezas sus respectivos méritos, y entonces Pradon no tuvo otra salida que consolarse, señalando a un imaginario cabale como la causa de su insuceso.
Por su parte el llamado cabale de los devotos se orientó a sabotear ciertas obras de Molière (Jean-Baptiste Poquelin), en la época consideradas como muy osadas. La técnica aplicada consistía en llenar la sala con participantes en el cabale en las primeras representaciones, y en el curso de las mismas coodinadamente hacían de todo (ruidos, silbidos, risas, abucheos, etc.), para así impedir al público de apreciar la pieza. Si la maniobra tenía éxito, si el cabale conseguía su efecto, la obra desacreditada quedaba poco tiempo en cartel, lo que precisamente era la forma de censura buscada por los cabalistes.
En el siglo XVIII, existía un cabale bien organizado, encargado de aplaudir las obras de Voltaire, y a veces también de chiflar y abuchear las de sus adversarios o rivales. Nicolas-Claude Thieriot y el Marqués de Villette fueron parte de este cabale, pero los más activos y conductores fueron los caballeros Charles de Fieux de Mouhy y Jacques Rochette de La Morlière.
Mouhy, "pobre como para despertar piedad, y feo como para causar miedo", recibía de Voltaire doscienas libras por año para apoyar sus obras de teatro y bindarle algunos otros servicios.
Y por su parte La Morlière, que terminó (como el precedente) por recibir el desprecio de sus contemporáneos, comenzó por causar cierto reconocimiento, dado su aire de erudito y de hombre de mundo; no se sabe a cuánto ascendía el monto de las indemnizaciones que recibía de Voltaire y/o de sus amigos, pero lo cierto es que este personaje había fijado su "cuartel general" en el café Procope, y allí reclutaba su troupe de voluntarios y sobornados. Por anticipado, anunciaba el éxito o la caída de una obra que se iba a presentar, y durante la representación, daba la señal de aplaudir o de expresar desaprobación. Su tiranía terminó por ejercerse sobre todo lo relacionado con el teatro, y llegó un momento en que no había actor o actriz, que en sus comienzos, no temiera el cabale de La Morlière y no tratara de ganarse sus favores.
Bajo el reinado de Louis XVI en Francia, dos famosos cabales rivalizaron tanto en la corte como en la ciudad. Esta disputa conocida como "Querella de gluckistas y piccinnistas" dividió el mundo musical parisino entre 1775 y 1779, y enfrentó a los defensores de la ópera francesa (gluckistas) con los partidarios de la música italiana (piccinnistas).
A pesar de que el asunto directamente concernía la música, un buen número de escritores se involucraron, y los escritos publicados en apoyo de una u otra parte, hicieron que la querella fuera tanto literaria como musical: De la parte de Christoph Willibald Gluck estaban Jean Baptiste Antoine Suard, el abate François Arnaud, y el alguacil François-Louis Gand Le Bland Du Roullet; y junto a Niccolò Vito Piccinni se alinearon Jean-François Marmontel, Jean-François de La Harpe, Pierre-Louis Ginguené, y Jean le Rond d'Alembert.
Más que dos cabales podríamos decir que eran dos equipos enfrentados, ya que los dos jefes se atacaban francamente y a cara descubierta, o sea sin subterfugios. Pero también había jugadas que se tramaban en la sombra, como una conspiración, o sea que también había "jugadores" que armaban todo tipo de creativas maniobras, lo que transformaba los equipos enfrentados en dos cabales que interactuaban y se oponían.

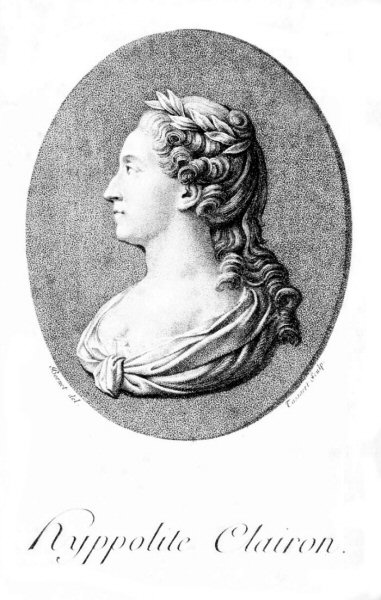
Frontispicio de las Memorias de M^{lle} Clairon (Paris 1799)

Entre los cabales que en su momento molestaron a diversos actores, no obstante lo cual su respectiva reputación sobrevivió el paso del tiempo, corresponde citar las disputas y los enredos que se sucedieron durante diecisiete meses, en oportunidad de los inicios en la actuación del comediante Henri-Louis Caïn (Lekain). Estas intrigas y objeciones, en su mayor parte, provenían de los propios comediantes, quienes imputaban y reprochaban al pobre de Henri-Louis todo tipo de inconvenientes, y le planteaban todo tipo de reparos (entre otros, baja estatura, rasgos vulgares, voz sorda). Esta penosa situación finalmente terminó cuando intervino el propio rey de Francia Louis XV, quien luego de verlo actuar dando vida al personaje Orosmane (Sultán de Jerusalén) dijo:

II m’a fait pleurer, je le reçois.
En español: Me hizo llorar, y lo acepto.

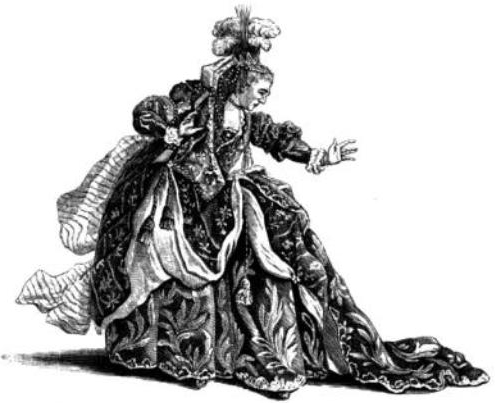
M^{lle} Dumesnil interpretando Athalie, tragedia de Jean Racine

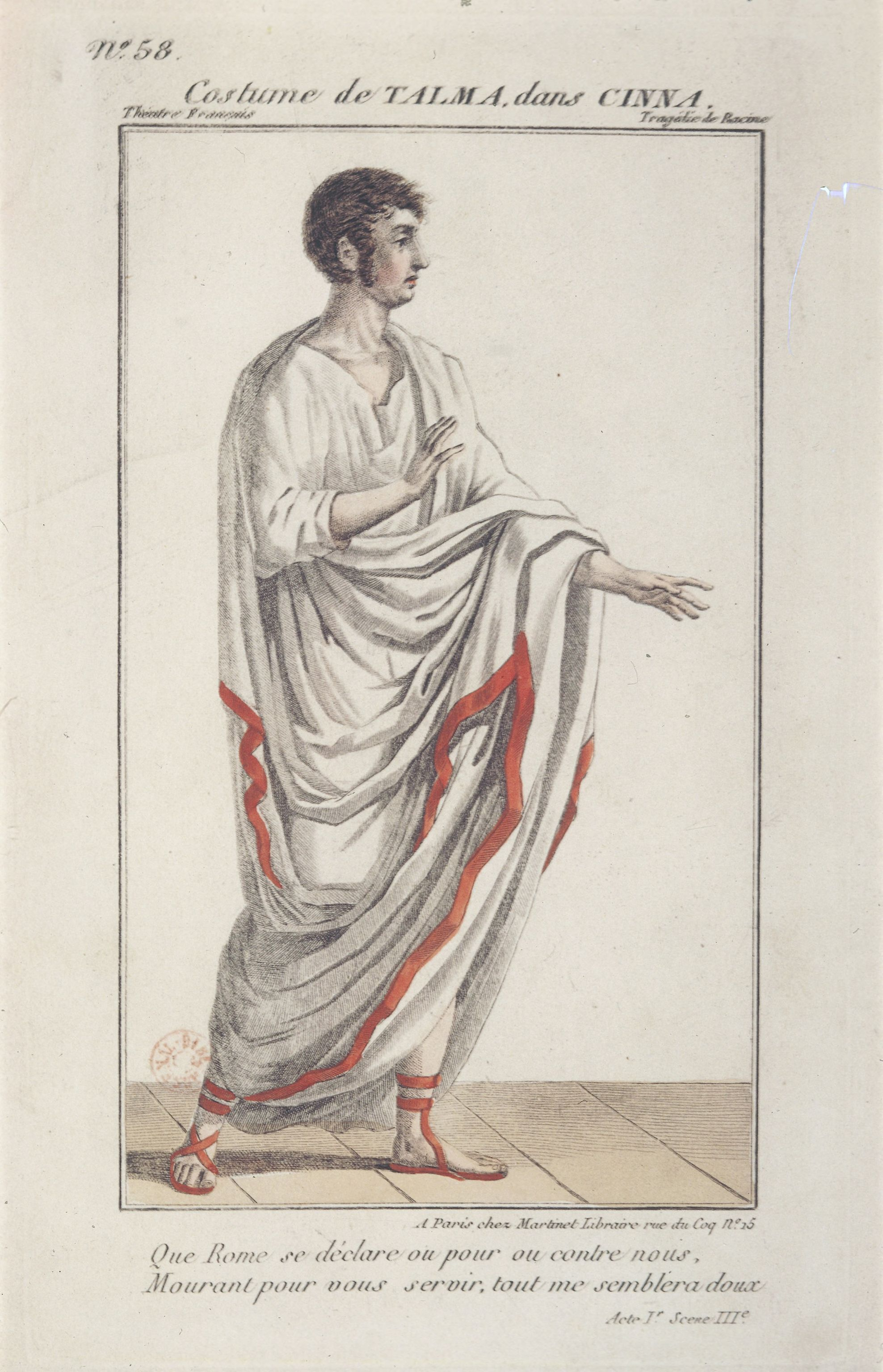
La tentativa de reforma en el vestuario de Talma, originó un cabale en su perjuicio; arriba, el actor interpretando al personaje principal en la tragedia Cinna de Pierre Corneille.

También las memorias sobre teatro contienen muchas referencias a los cabales que por ejemplo sostenían Mademoiselle Clairon (Claire-Josèphe Léris Archivado el 29 de octubre de 2013 en Wayback Machine.) o Mademoiselle Dumesnil (Marie-Françoise Marchand), rivales una de la otra en cuanto a actuación teatral, y enfrentamiento personal que rozaba sentimientos como la envidia y el odio.

### Uso del término en el siglo XIX
François Joseph Talma por su parte, debió sufrir el cabale en varias ocasiones. Primero por cierto en sus comienzos (y aún en el siglo XVIII), cuando intentó la reforma de vestuario ya sugerida por Lekain, casi todos se pusieron en su contra, repitiendo incansablemente las palabras de Louise Contat que se indican seguidamente:

Voyez donc Talma, qu’il est ridicule! Il a l’air d’une statue antique.
En español: ¡Vean a Talma, a qué punto es ridículo! Tiene un aire de estatua antigua.

Posteriormente, en 1795, cuando los éxitos de Talma por fuera de la Comédie-Française amplificaron las envidias y los odios, fue acusado por una parte del público de haber perseguido a sus camaradas y competidores durante los días de terror de la revolución francesa, y entonces intentó apaciguar el tumulto afirmando con vehemencia: 

Citoyens, tous mes amis sont morts sur l’échafaud !
En español: ¡Ciudadanos, todos mis amigos también murieron en la guillotina!

Durante el Primer Imperio, un cabale concebido y estimulado con ardor por Pierre Lafon, trató por largo tiempo de oponerse y causar dificultades a Fançois-Joseph Talma.
Y en la misma época, otros dos cabales, uno contra Catherine-Joséphine Duchesnois y otro contra Mademoiselle George, llevaron escenas de violencia y de tensión al teatro francés.
En efecto, Mademoiselle Duchesnois venía de debutar con aclamaciones, pero su figura era poco favorable y sin majestad, y por cierto, quedaba disminuida frente a la belleza espléndida y los modales de Mademoiselle George, que se le opuso casi inmediatamente luego de su inicio en el teatro; y por otra parte, el crítico Julien Louis Geoffroy le apoyaba además en forma incondicional, y no era el único. Sólo la providencial ausencia de esta última entre 1808 y 1813, período en el que sobre todo estuvo en la corte del zar Alejandro I de Rusia, puso una pausa en esta rivalidad entre las dos actrices, y en los cabales que en este marco se ponían en juego.
Casi la misma reflexión puede aplicase a las maneras de reaccionar y de actuar de la escuela romántica y de la escuela clásica, luego de las grandes luchas que, hacia 1830, llevaron incluso escenas de pugilato al teatro, así como demostraciones grotescas contra las obras de Jean Racine.
Algo más tarde, los cabales de cierta duración se dieron especialmente en teatros de provincia, donde los espectadores eran, en buena medida, los mismos cada día. En París, donde ya no había como antes un público de habituales pues los asistentes cambiaban invariablemente cada día mientras las obras quedaban por largo tiempo en cartel, las conspiraciones de esta clase fueron bastante más difícil de urdir. No obstante ello y algunas veces, las rivalidades de intereses, las pasiones políticas o religiosas, en algunas raras ocasiones las convicciones literarias, hicieron surgir incluso en París cabales más o menos efímeros, por causa de los cuales algunos silbidos o abucheos se hacían sentir unos pocos días, y luego se acallaban.
En cuanto al uso de los aplausos en los cabales, en esa época dejaron de tener excesiva influencia.
Por su parte, también es interesante señalar que se dio el nombre de cabales literarios, a los grupos e intereses formados en el seno de la Academia Francesa, o en el entorno de la misma, con el objetivo de mejorar las chances de elección de un determinado candidato a un determinado cargo, en casos que el mérito de las obras o de los antecedentes del candidato no fueran suficientes como para obtener el éxito necesario. De esta forma, candidaturas de escritores y de poetas de real valía, sucumbieron frente a cabales que favorecían a personas con un perfil mucho más político que artístico.
Entre las "gentes de letras" (en francés: "gens de lettres"), también se formaron asociaciones de admiración mutua y de apoyo mutuo, que en prioridad reservaban sus lisonjas y sus elogios a ciertas personas, y/o a ciertas obras, y a las que mejor conviene el nombre genérico de camarillas (en francés: "coteries").

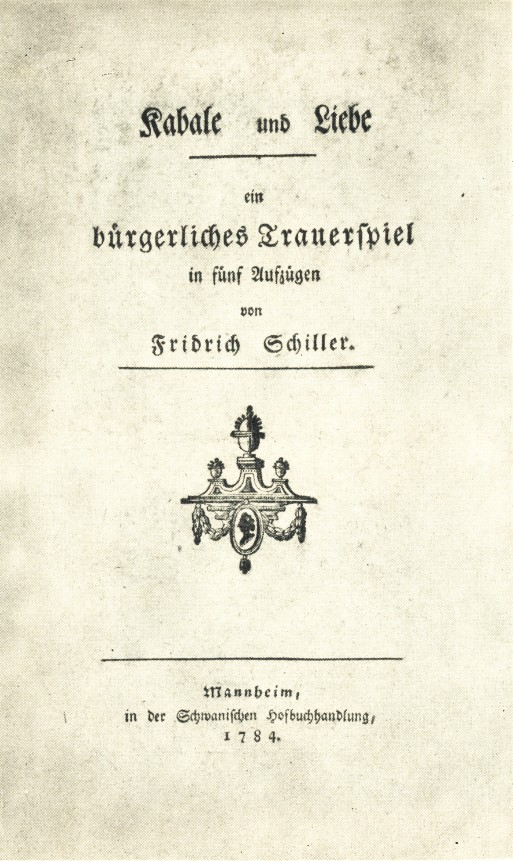
Tapa de la primera edición en alemán (1784) de la obra "Kabale und Liebe"

En un determinado momento, este concepto se puso suficientemente a la moda en Europa, pues incluso traspasó las fronteras francesas. Entre otras, recuérdese por ejemplo una obra de 1783-1784 del dramaturgo alemán Friedrich von Schiller: Cabale y Amor (o Intriga y Amor), en alemán Kabale und Liebe, en francés Cabale et Amour, en inglés Intrigue and Love.
En 1777 y durante la revolución estadounidense, corresponde también citar un supuesto complot conocido como cabale de Conway (en inglés: "Conway Cabal"). Este asunto refiere a una serie de críticas relativas a las competencias militares y a las acciones del general en jefe George Washington. Si bien con la perspectiva histórica, algunos de los argumentos que en este marco se manejaron son atendibles, existen pocas pruebas sólidas que permitan concluir que en esa época efectivamente tuvo lugar un verdadero complot, premeditado y bien planificado, orientado a desacreditar a la recién citada personalidad americana.

## Fuente principal
- Gustave Vapereau, Dictionnaire universel des littératures, Paris, Hachette, 1876 (en francés).